# Franco Merli
Pour les articles homonymes, voir Merli.
Franco Merli, né le 31 octobre 1956 à Rome où il meurt le 17 mai 2025, est un acteur italien connu pour avoir joué sous la direction de Pier Paolo Pasolini, en particulier dans le film Salò ou les 120 Journées de Sodome.

## Filmographie
- 1974 : Les Mille et Une Nuits (Il fiore delle mille e una notte') de Pier Paolo Pasolini : Nur Ed Din
- 1975 : La Collégienne en vadrouille (it) (La collegiale) de Gianni Martucci[2] : Stefano
- 1975 : Salò ou les 120 Journées de Sodome (Salò o le 120 giornate di Sodoma) de Pier Paolo Pasolini : Franco
- 1976 : Affreux, sales et méchants (Brutti, sporchi e cattivi) d'Ettore Scola[3] : Fernando
- 1979 : Le Malade imaginaire (Il malato immaginario) de Tonino Cervi [4]
- 2006 : Pasolini prossimo nostro de Giuseppe Bertolucci[5] (documentaire)